# 金臯
金皋（1481年—？），字鶴卿，號谷庵，四川成都府綿州軍籍，南直隸松江府上海縣人，明朝政治人物。

## 生平
由國子生中式弘治十四年（1501年）四川鄉試第十□名舉人，正德六年（1511年）辛未科會試第一百四十二名，三甲三十九名進士。選庶吉士，授翰林院檢討。歷官右春坊右贊善，充東宮日講官。嘉靖三年（1524年），參與左順門事件。四年七月因總兵官種勛行賄事所連，貶為荊州府推官。

## 家族
曾祖金祐，贈知府；祖父金爵，廣西布政司左參政；父金獻民，按察使。母文氏（封宜人）。具慶下。妻王氏。兄金白，弟金皡；金泉；金皛。